# Шаншар
Шаншар (также Асарчик, Шаншар-Асарчик, Торткуль) — городище I века — первой половины I тысячелетия н. э. в Отырарском районе Туркестанской области Казахстана. Расположено в 16 км к юго-западу от села Коксарай. Входит в список памятников истории и культуры местного значения Туркестанской области.

## Описание
Общая площадь городища составляет около 140 га. Комплекс окружён внешней стеной и рвом протяжённостью 4,8 км.
В западной части городища находится крепость размерами 80×85×95×82 м. Оплывшие и частично засыпанные песком стены крепости достигают 2-3 м высоты, 10-15 м ширины. По углам крепости располагались башни. В центре юго-западной стены находятся остатки ворот, фланкированные башнями. Диаметр следов башен — 6-8 м. Территория площадью 9 га, прилегающая к крепости, окружена стеной длиной около 1 км, на которой чётко прослеживаются следы 23 башен.
В 310 м к востоку от крепости находится другое укрепление четырёхугольной формы размерами 340×90×225×140 м с 11 башнями. Северо-восточный угол укрепления огорожен стенами. К северу от укрепления за рвом находятся бугры — остатки производственных печей.